# Гра, Базиль
Бази́ль Гра (фр. Basile Gras; 2 января 1836 — 14 апреля 1901) — генерал французской армии, вошедший в историю прежде всего как разработчик казнозарядной винтовки с продольно-скользящим затвором под металлический оружейный патрон, на базе модели винтовки Шасспо 1866 года, которая в его честь была названа «Винтовкой Гра». Некоторые источники называют изобретение Гра «эволюционной вершиной французских однозарядных винтовок под унитарный патрон».

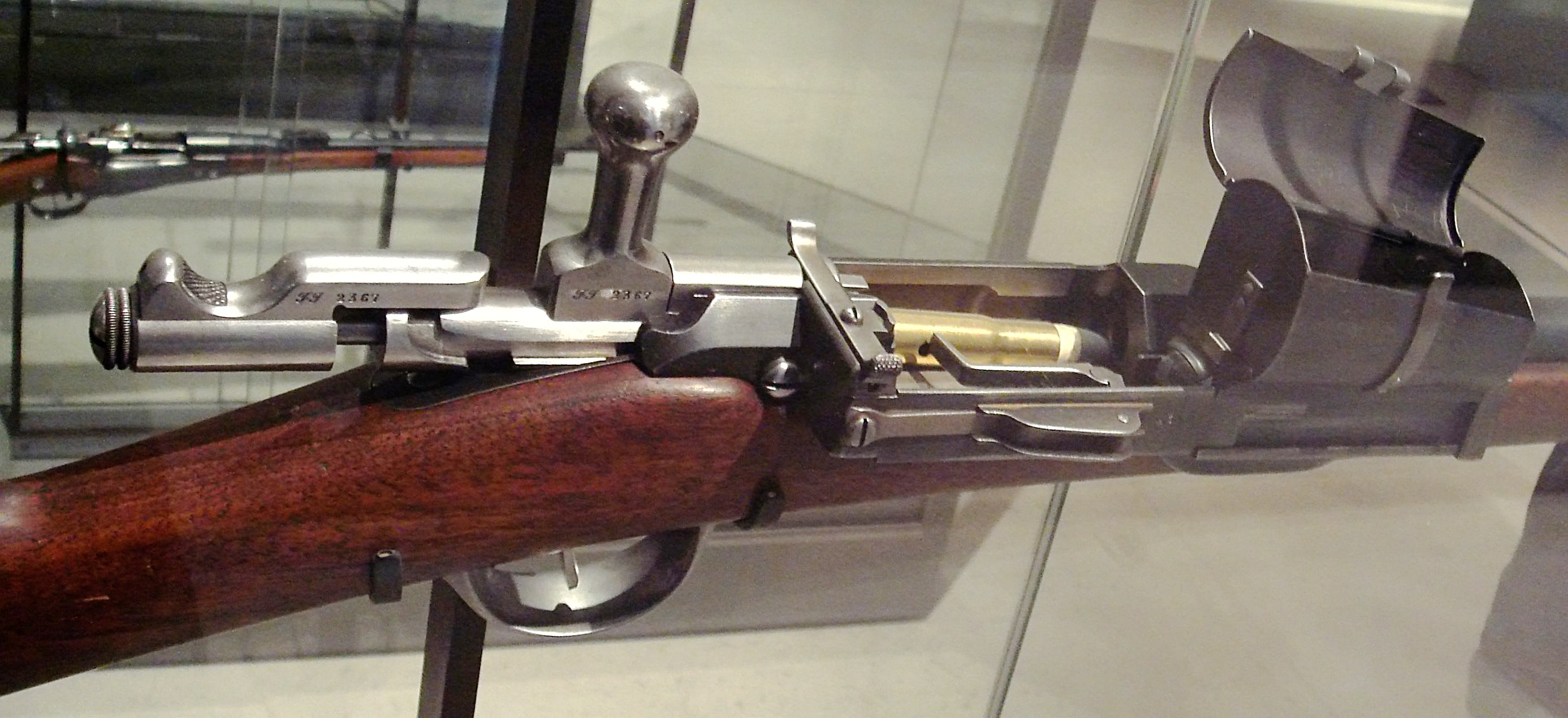
Винтовка Гра

Ещё будучи в чине полковника, Базиль Гра внёс существенный вклад в разработку и последующее промышленное производство винтовки Лебеля.
Образование Базиль Гра получил в Париже, в Политехнической школе, по окончании которой стал инструктором в Нормальной школе стрельбы (l'École Normale de Tir) в Шале. После этого Гра возглавил производство оружия в Сент-Этьене.
Пиком карьеры Базиля Гра стало назначение на должность министра вооружения Франции.
Базиль Гра скончался 14 апреля 1901 года в городе Осере.